# Édouard Paupion
Édouard Paupion, né le 21 août 1854 à Dijon et mort le 23 juillet 1912 à Orchamps, est un peintre français.

## Biographie
Édouard Jérôme Paupion est le fils de Jérôme Paupion, marchand de papier et de Marie Thérèse Sophie Gauland.
Élève de Jean-Léon Gérôme, il expose au Salon de 1861 à 1913.
Il épouse Louise Aurélie Clémence Truchetet.
Il illustre plusieurs journaux ou revues.
Il meurt à Orchamps, à l'âge de 57 ans.

## Galerie

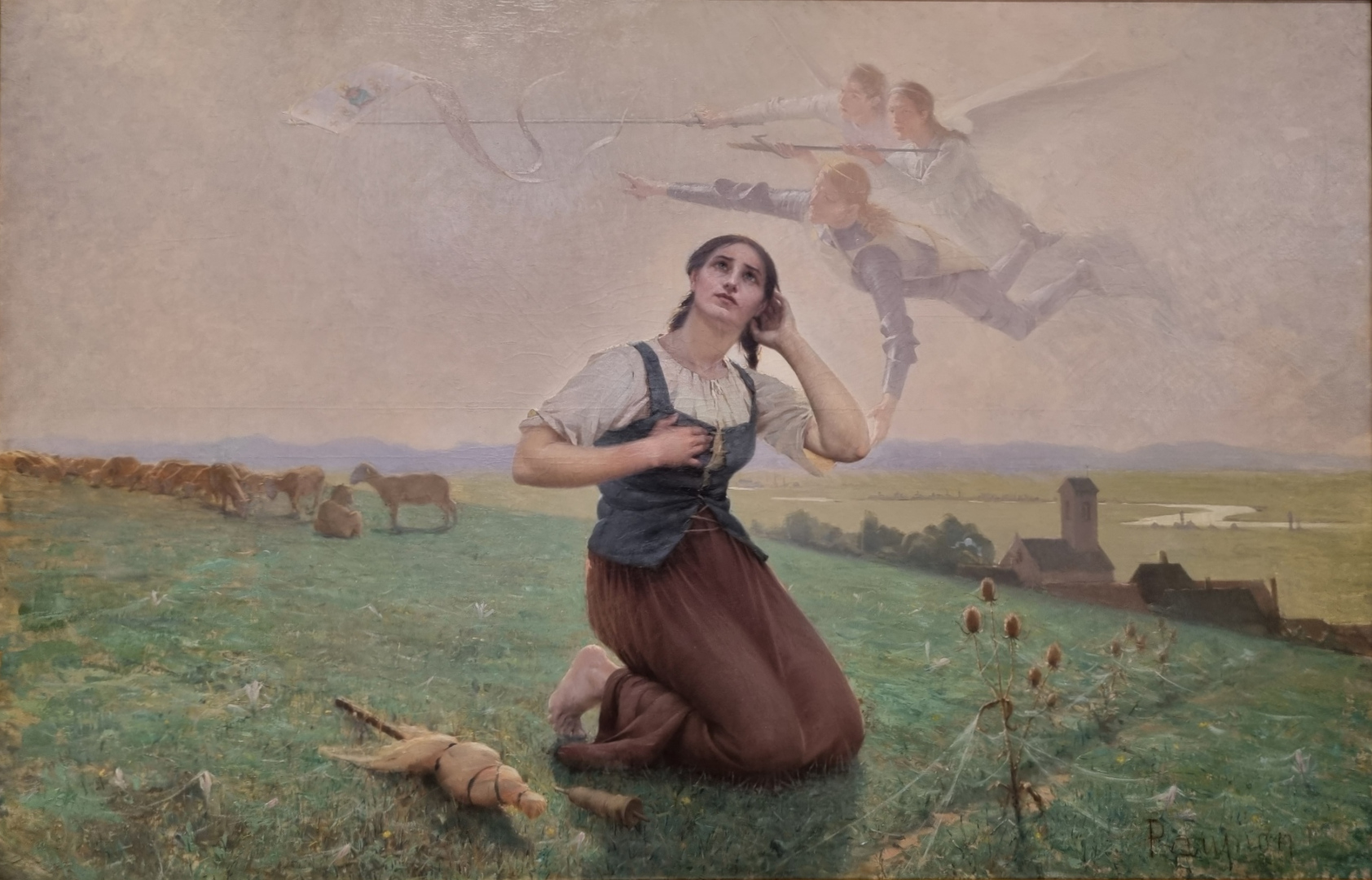

## Œuvres exposées aux Salons parisiens
(sauf mention)
- Portrait de M. E. R., au Salon de 1877
- Portrait de M. F. de N., au Salon de 1877
- Portrait de M. H. C., au Salon de 1878
- Portrait de M. J. G., au Salon de 1878
- Portrait de M. D., au Salon de 1879
- Portrait de M. J. G., au Salon de 1879
- Portrait du docteur F. L., au Salon de 1879
- Portrait du docteur L. T., au Salon de 1879
- Les quatre heures ; souvenir de Bourgogne, au Salon de 1880
- Portrait de Mlle * ; médaillon, plâtre, au Salon de 1880
- Thisbé et Pyrame, au Salon de 1880
- L’Hymne à la Vierge, au Salon de 1882
- Portrait du général de Saint-Jean, au Salon de 1882
- Portrait de M. P., au Salon de 1883
- Un Evangile, au Salon de 1883
- Grand’mère, au Salon de 1884
- Portrait de M. le général de division Berthe, au Salon de 1884
- Illusion ; panneau décoratif, au Salon de 1886
- Portrait de Mme P., au Salon de 1886
- En moisson, au Salon de 1888
- Jeanne d’Arc, au Salon de 1889
- Les pommes ; étude, au Salon de 1889
- Le frais Avril ouvrant aux papillons sa porte, au Salon de 1890
- Un coin, en Provence, au Salon de 1890
- Veuve, au Salon de 1892
- Chargée de famille. Portrait de Mme P., au Salon de 1893 (Besançon)
- Jeanne d’Arc, au Salon de 1893 (Besançon)
- Les langes de Jésus, au Salon de 1893
- Supplice de Tantale, au Salon de 1893 (Besançon)
- L’étoile du berger, au Salon de 1894
- Saint-Fiacre ; "Aide-toi le ciel t’aidera", au Salon de 1894
- Portrait de M. P., au Salon de 1895
- Pour la Fête-Dieu, au Salon de 1895
- Le repos de la Vierge, au Salon de 1896
- Un futur maréchal de France, au Salon de 1896
- La confirmation en Franche-Comté, au Salon de 1898
- Saint François prêchant aux poissons, au Salon de 1898
- Ermite pyrénéen, au Salon de 1899
- Aux Rogations ; Franche-Comté, au Salon de 1901
- Pendant la fuite, au Salon de 1901
- Les émigrants (souvenir de Chioggia), au Salon de 1902 (Besançon)
- Portrait du général Debatisse, commandant l'Ecole Polytechnique, au Salon de 1902
- Première communiante, au Salon de 1902 (Besançon)
- Saint François d’Assise prêchant aux poissons, au Salon de 1902 (Besançon)
- Les fiançailles, au Salon de 1903
- La visite aux grands-parents, au Salon de 1904
- Le laboureur et ses enfants, au Salon de 1905
- Les glaneuses, au Salon de 1905
- La fuite en Egypte, au Salon de 1907
- Les deux coqs, au Salon de 1908
- Noël bourguignon, au Salon de 1909
- Les marguerites, au Salon de 1910
- Les premières communiantes, au Salon de 1911
- Premières communiantes à l'église, au Salon de 1912
- La gloire de sainte Cécile, au Salon de 1913